# جون باترسون غرين
جون باترسون غرين (بالإنجليزية: John Patterson Green)‏ هو سياسي أمريكي، ولد في 2 أبريل 1845 في نيوبيرن في الولايات المتحدة، وتوفي في 1 سبتمبر 1940. حزبياً، نشط في الحزب الجمهوري. وقد انتخب عضو مجلس نواب أوهايو.

## روابط خارجية
- جون باترسون غرين على موقع إن إن دي بي (الإنجليزية)